# 照济河
照济河，一译藻基河，是缅甸东部的一条河。 该河流经掸邦山脉丘陵地带，是密埃河的支流，在皎施以北20公里的良宾达汇流。